# Aéroport de Reims en Champagne (Prunay)
Pour les articles homonymes, voir Aéroport de Reims-Champagne (Bétheny).
L’aéroport de Reims en Champagne anciennement aérodrome de Reims - Prunay (code OACI : LFQA) est un aérodrome civil, ouvert à la circulation aérienne publique (CAP), situé sur la commune de Prunay à 10 km à l’est / sud-est de Reims dans la Marne (région Grand Est, France). 
Il est utilisé pour la pratique d’activités de loisirs et de tourisme (aviation légère et hélicoptère).  L'exploitant actuel est le groupe EDEIS.

## Histoire
C'est en 1967 qu'ont commencé les travaux pour aménager l'aérodrome de Reims sur la commune de Prunay dans le but de délocaliser l'entreprise Reims Aviation alors situées en centre-ville de Reims.
L'aérodrome a été inauguré le 25 mai 1969 par Jean Chamant (Ministre des Transports), Jean Taittinger (député-maire de Reims), Rémi Morlet (maire de Prunay) et Hérard de Nazelle (président de la CCI de Reims et d’Épernay).
L’exploitation était confié à la Chambre de commerce et d’industrie de Reims et d’Epernay entre 1968 et le 31 décembre 2012 puis le cadre de la Délégation de Service Public conclue entre Reims Métropole (propriétaire) et la société Edeis en créant la S.E.R.A. (Société d’Exploitation de Reims Aéroport) qui se voit déléguer au 1er janvier 2013 le développement et la gestion de la plateforme.
L’aérodrome de Reims Prunay change alors d’appellation commerciale et devient l’aéroport de Reims en Champagne.
Le 28 mars 2017, la S.E.R.A. change de dénomination sociale pour s'appeler Edeis Aéroport Reims.
En janvier 2020, le gestionnaire Edeis voyait son contrat de gestion prolongé de 5 ans. Le souhait y est de continuer à développer l’aviation d’affaires, en lien entre autres avec les maisons de champagne.

## Concurrence avec l'aéroport de Reims-Champagne
Au Sud, se trouve l'aéroport de Reims en Champagne sur la commune de Prunay mais au Nord, sur l'ancienne base aérienne militaire 112 fermée en 2011, il y avait l'aéroport de Reims-Champagne sur la commune de Bétheny. 
C'est de cette plateforme que les vols commerciaux partaient de la fin des années 1960 jusqu'en 2006 avec le départ de la compagnie aérienne low-cost Ryanair à Vatry, qui exploitait des vols vers Londres en Boeing 737 grâce à une piste de plus de 2 480 mètres contrairement à Prunay qui en possède une, de 1 150 mètres non utilisable sur toute sa longueur. La compagnie Air Turquoise la suivait également.
L'aéroport, géré par la Chambre de commerce et d'industrie de Reims-Epernay, avait rencontré des difficultés avec l'Armée avec qui elle partageait la piste. 
Cette dernière avait peur des dégâts causés à la piste par les Boeing 737 de Ryanair qui l'utilisaient quotidiennement.
Il aurait fallu réaliser des travaux d'amélioration de la piste estimés entre deux et six millions d'euros mais la CCI n'a pas voulu investir. L'aérogare civile fermait en juin 2006.
L'aéroport de Reims-Champagne desservait Paris, Lyon, Londres, Bordeaux, Toulouse, Marseille et Nice avec les compagnies Air Champagne Ardenne, Hex'Air, Air Turquoise ou Ryanair.

## Installations

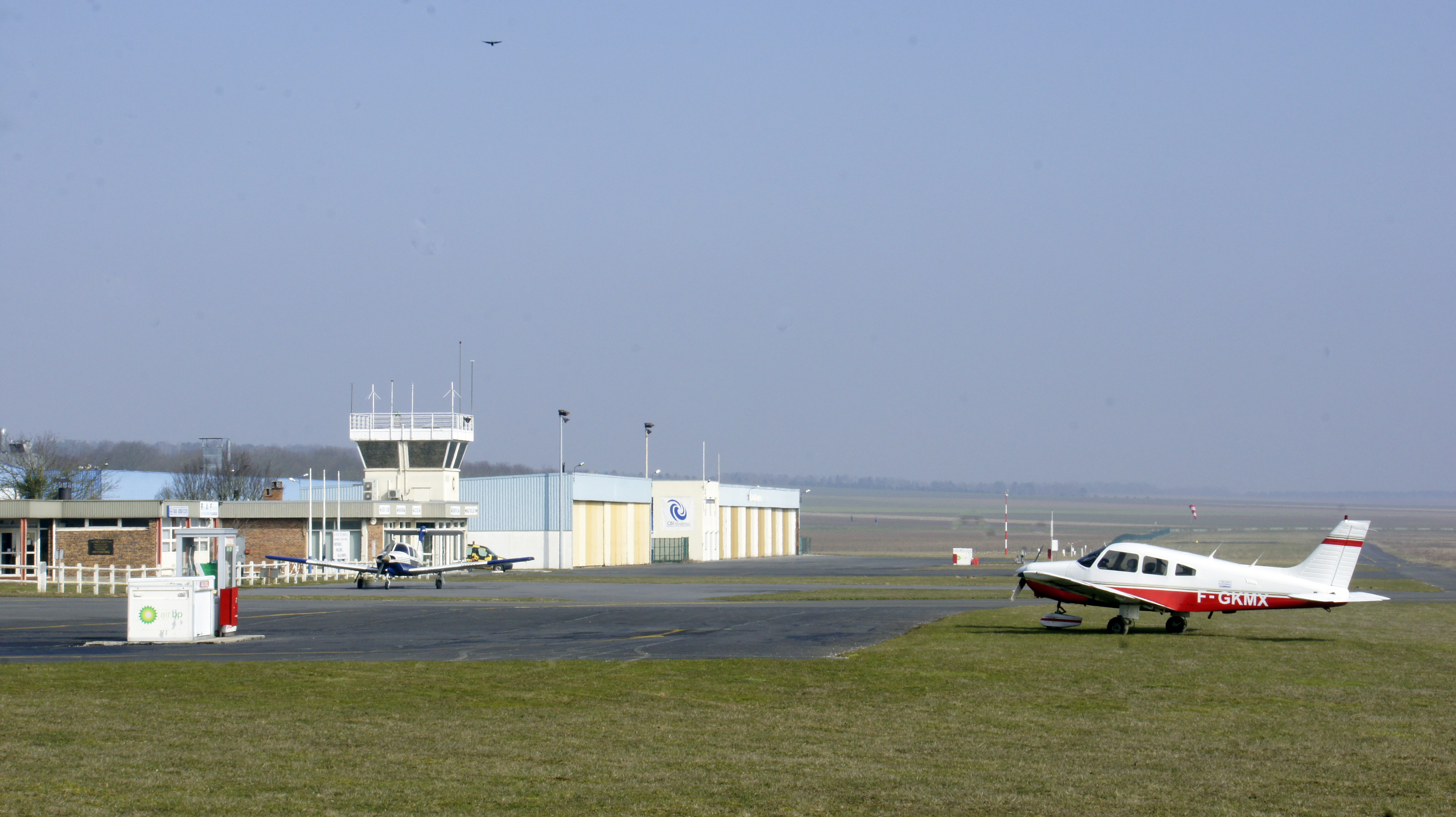
La tour et la station depuis la RD 44.

### Piste(s)
L’aérodrome dispose de deux pistes orientées est-ouest (07/25) :
- une piste bitumée longue de 1 150 mètres et large de 30. Elle est dotée :
  - d’un balisage diurne et nocturne (feux basse intensité commandables par les pilotes (PCL ) ,
  - d’un indicateur de plan d’approche (PAPI) pour chaque sens d’atterrissage ;
- une piste en herbe longue de 1 170 mètres et large de 80, accolée à la première et réservée aux planeurs.

### Prestations
L’aérodrome n’est pas contrôlé mais dispose d’un service d’information de vol (AFIS). Les communications s’effectuent sur la fréquence de 134,930 MHz. Il est agréé pour le vol à vue (VFR) de nuit et le vol aux instruments (IFR).
S’y ajoutent :
- une aérogare ;
- des aires de stationnement ;
- des hangars ;

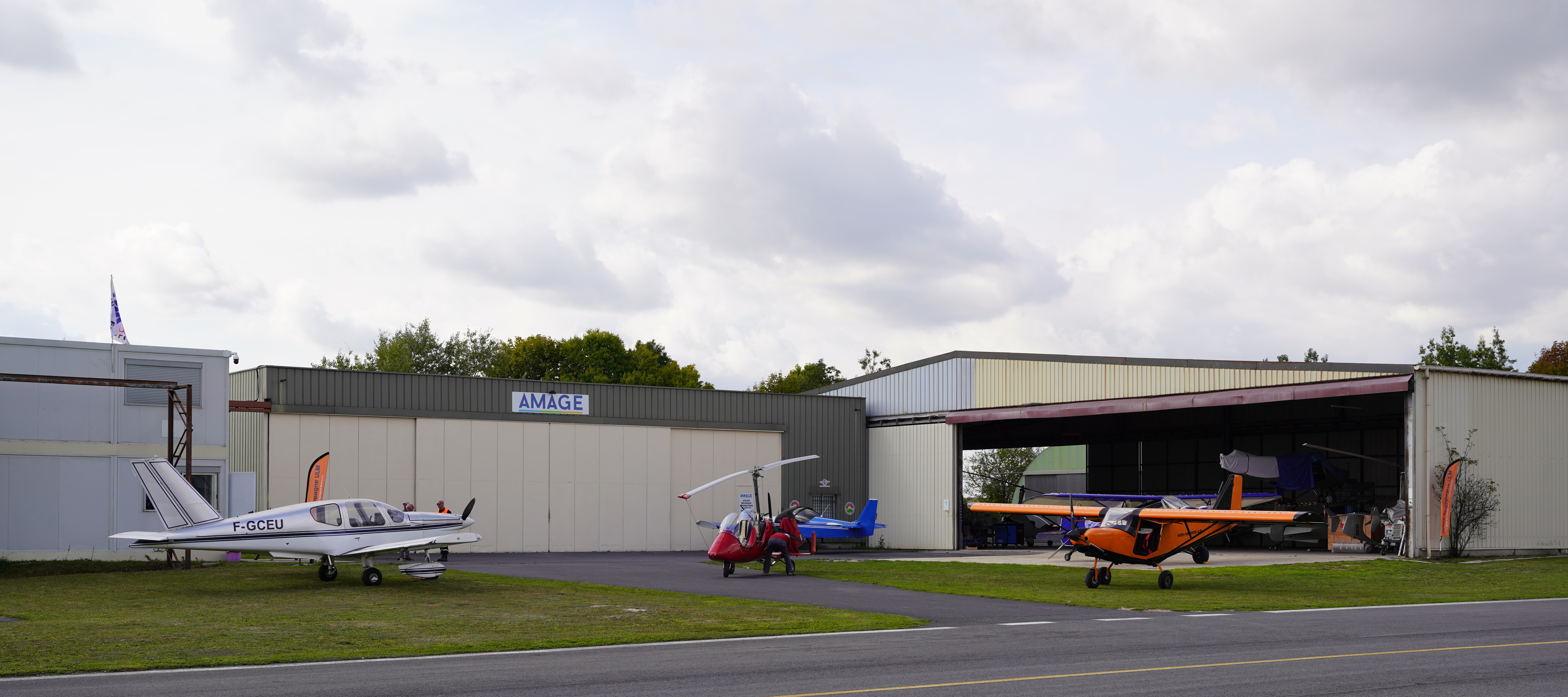
Quelques hangars.

- une station d’avitaillement en carburant (100LL et Jet A1) ;
- un restaurant-Pizzeria ouvert depuis début juillet 2018 ;
- un hôtel.

## Activités

### Loisirs et tourisme
- Aéro-club de champagne
- Aéro-club du CRNA Est

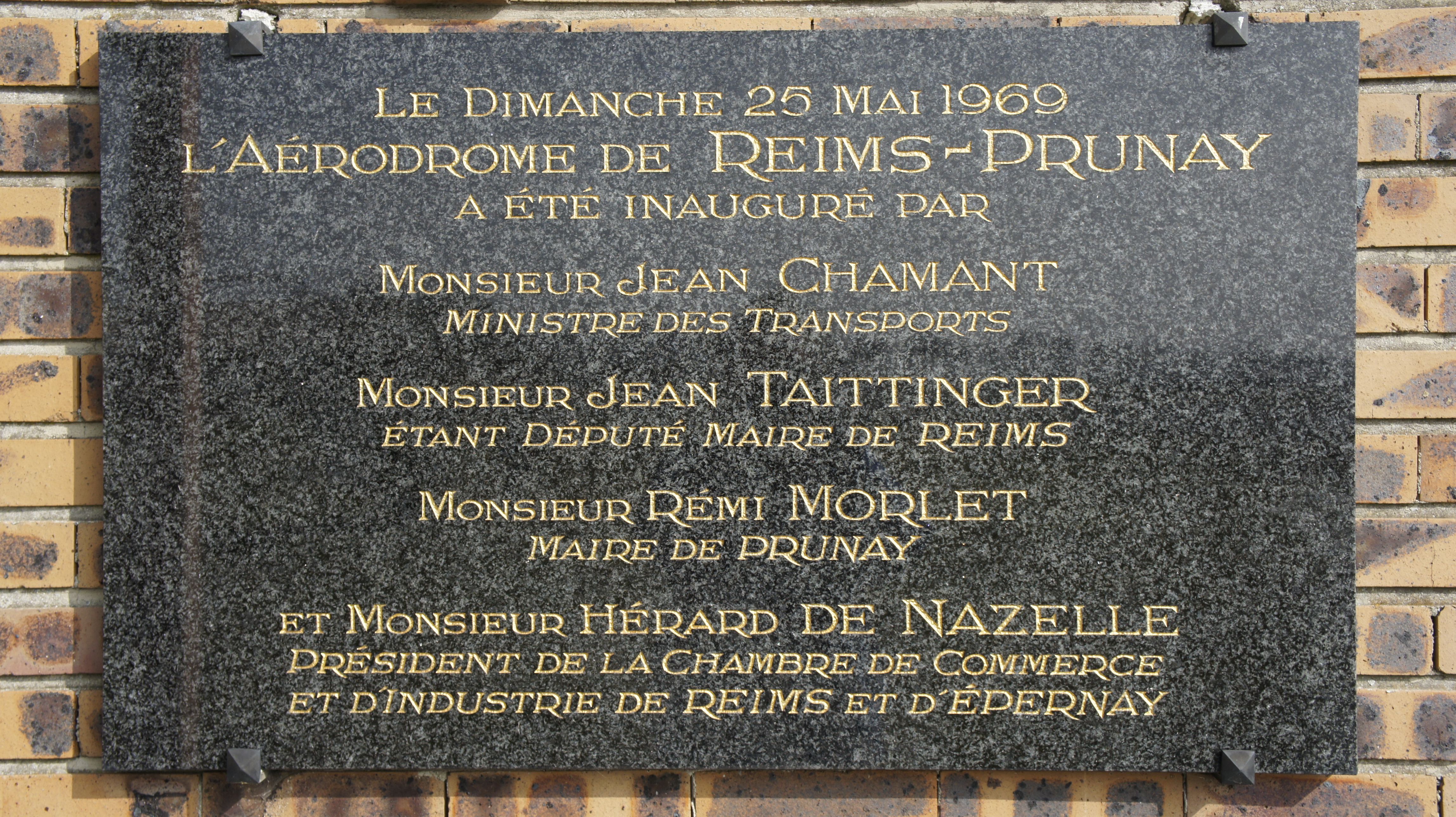
Le 25 mai 1969 inauguration de l'aérodrome par Jean Chamant, ministre des transports; Jean Taittinger, maire de Reims et Rémi Morlet, maire de Prunay.

- Association marnaise de vol à voile
- Reims voltige
- Reims Champagne ULM
- Reims Planeur

### Sociétés implantées
- Asi aviation industries ;
- Aerolean[6] ;

### Statistiques
| Mouvements                 | 2001   | 2002   | 2003   | 2004   | 2005   | 2006   | 2007   | 2008   | 2009   | 2010   | 2011   | 2012   |  |
| -------------------------- | ------ | ------ | ------ | ------ | ------ | ------ | ------ | ------ | ------ | ------ | ------ | ------ |  |
| Mouvements commerciaux     | -      | 286    | 436    | 61     | 78     | 142    | 133    | 166    | 77     | 139    | 205    | 98     |  |
| Mouvements non commerciaux | 30 665 | 30 097 | 27 827 | 26 568 | 25 925 | 25 579 | 26 571 | 23 716 | 24 896 | 23 931 | 26 957 | 26 968 |  |
| - Locaux                   | 24 015 | 21 450 | 18 676 | 16 742 | 18 489 | 15 390 | 19 555 | 17 078 | 17 936 | 17 165 | 19 108 | 13 851 |  |
| - Voyages                  | 6 650  | 8 647  | 9 151  | 9 826  | 7 436  | 10 189 | 7 016  | 6 638  | 6 960  | 6 766  | 7 849  | 13 117 |  |
| Total                      | 30 665 | 30 383 | 28 263 | 26 629 | 26 003 | 25 721 | 26 704 | 23 882 | 24 973 | 24 070 | 27 162 | 27 066 |  |